# Cochrane (Alberta)

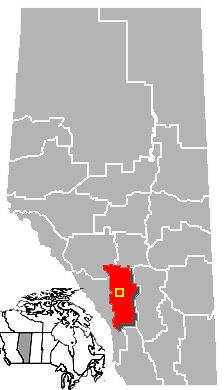
Localização de Cochrane em Alberta.

Cochrane é uma cidade canadense da província de Alberta. Situa-se a aproximadamente 18 Km ao oeste de Calgary. Sua população é de 17.580 habitantes, de acordo com o censo feito no ano 2011.